# Intel 80486
Intel 80486 (denumit și Intel 486) este o marcă sub care au fost comercializate microprocesoarele integrate din familia Intel i486 (inclusiv i487) - a doua generație de procesoare x86 pe 32 de biți, și prima generație de procesoare x86 care a inclus un design pipeline. Predecesorul acestor procesoare a fost Intel386, primul procesor x86 pe 32 de biți. Prima linie de procesoare 486 a fost introdusă în 1989 și conținea 1,2 milioane tranzistoare (în tehnologie pe 800 de nanometri). i486 a primit acest nume lipsit de prefixul 80, din cauza unei hotărâri judecătorești care a interzis înregistrarea ca marcă a unor numere (cum ar fi fost 80486). Intel a renunțat la denumirea pe bază de numere cu totul începând de la succesorul lui i486 – procesorul Pentium.